# خلايا دم حمراء مغسولة
خلايا الدم الحمراء المغسولة (washed RBCs) هي وحدة الدم التي تعطى للمرضى والتي تحتوي على خلايا الدم الحمراء فقط، حيث تزال البلازما، الصفائح الدموية وخلايا الدم البيضاء واستبدالها بمحلول ملحي أو أي نوع آخر من محاليل الحفظ.  السبب الأكثر شيوعًا لاستخدام خلايا الدم الحمراء المغسولة في طب نقل الدم هو منع تكرار تفاعلات نقل الدم التحسسية الشديدة التي لا تستجيب للعلاج الطبي. السبب المعتاد لردود الفعل التحسسية هذه هو وجود بروتينات في بلازما المتبرع.  تتم إزالة هذه البروتينات من خلال عملية غسل خلايا الدم الحمراء.

## طرق غسل خلايا الدم الحمراء
هناك طرق متعددة لغسل خلايا الدم الحمراء.  يمكن أن تشمل هذه الطرق الآلية أو اليدوية. يمكنهم استخدام الطرد المركزي أو طرق خالية من الطرد المركزي.  يمكن إعادة تعليق الخلايا الحمراء في محلول ملحي أو أنواع أخرى من المحاليل الحافظة الخاصة للخلايا الحمراء مثل SAG-M.

## الاستخدامات الطبية

### منع تكرار ردود الفعل التحسسية الشديدة
السبب الأكثر شيوعًا لاستخدام خلايا الدم الحمراء المغسولة في طب نقل الدم هو منع تكرار تفاعلات نقل الدم التحسسية الشديدة غير المستجيبة للعلاجات الطبية. عادة ما تكون المادة المسببة للحساسية عبارة عن بروتين في البلازما يتم إزالته عن طريق غسل خلايا الدم الحمراء. تم اقتراح أن البروتينات المختلفة، مثل الأجسام المضادة الموجهة ضد IgA أو الهابتوجلوبين في الأشخاص المصابين بنقص IgA ونقص الهابتوجلوبين، لها علاقة سببية مع تفاعل الحساسية. يعتقد كذلك يعتقد ان تسرب السيتوكينات والكيموكينات والتي تتراكم خلال عملية تخزين مكونات الدم قد تكون لها علاقة بهذا التفاعل التحسسي. ومع ذلك، فإن الأدبيات نادرة ومتضاربة حيث لم يتم العثور على التسريب السلبي للأجسام المضادة لـ IgA في المتلقين لتسبب تفاعل تحسسي.

### الحد من المضاعفات المتعلقة بنقل الدم
يرتبط نقل الدم عند الولدان بزيادة مخاطر الآثار الجانبية الخطيرة   بما في ذلك:
- التهاب الأمعاء والقولون الناخر (NEC)
- النزف داخل البطيني (IVH)
- اعتلال الشبكية الخداجي (ROP)
- مرض الرئة المزمن (CLD)
- الموت

يُعتقد أن التعديل المناعي المرتبط بنقل الدم هو الآلية الأساسية.  يُعتقد أن غسل الخلايا الحمراء هو أحد السبل المحتملة لتقليل مخاطر الآثار الجانبية المرتبطة بنقل الدم.  ومع ذلك، لا توجد أدلة كافية على حديثي الولادة لتحديد ما إذا كان غسل الخلايا الحمراء له أي تأثير.

### استخدامات أخرى
- تقوم بعض البلدان أيضًا بغسل الخلايا الحمراء لتقليل isoagglutinins في عمليات نقل الدم بعد زرع القلب غير المتطابق ABO للأطفال، بناءً على بروتوكول تورنتو.[8]
- في المملكة المتحدة يتم أيضًا نقل الخلايا الحمراء المغسولة إلى الأطفال الذين ينتظرون زرع الكلى حيث تم اعتبار أن هذا قد يوفر درجة أكبر من إزالة كريات الدم البيضاء وبالتالي يقلل من حساسية HLA. اقترحت دراسة حديثة أن استخدام خلايا الدم الحمراء المغسولة لا يقلل من معدلات تحسس HLA للمريض بسبب التأثير المحدود للغسيل على مستويات الكريات البيض المتبقية.[9]

## الآثار الجانبية
- تفاعلات نقل الدم الانحلالي
- ردود الفعل الحموية غير الانحلالية
- ردود الفعل التحسسية تتراوح من الشرى إلى الحساسية المفرطة
- ردود الفعل الإنتانية
- إصابات الرئة الحادة المرتبطة بنقل الدم (TRALI)
- الحمل الزائد للدورة الدموية
- نقل الدم المرتبط بالكسب غير المشروع مقابل مرض المضيف
- فرفرية ما بعد نقل الدم[10]

## تخزين
بمجرد غسل الخلايا الحمراء، يمكن الاحتفاظ بها لمدة تصل إلى يوم واحد فقط.